# Stuttgart Championship Series 1994
Lo Stuttgart Championship Series 1994 è stato un torneo di tennis giocato sul sintetico indoor. È stata la 7ª edizione del torneo e fa parte della categoria Championship Series nell'ambito dell'ATP Tour 1994. Si è giocato a Stoccarda in Germania dal 14 al 20 febbraio 1994.

## Campioni

### Singolare maschile
Stefan Edberg ha battuto in finale  Goran Ivanišević con il punteggio di 4–6, 6–4, 6–2, 6–2

### Doppio maschile
David Adams /  Andrej Ol'chovskij hanno battuto in finale  Grant Connell /  Patrick Galbraith con il punteggio di 6–7, 6–4, 7–6